# Észak-koreai labdarúgó-szövetség
Észak-koreai labdarúgó-szövetség (hangul: 조선민주주의인민공화국 축구협회, Csoszon Mindzsudzsui Inmin Konghvaguk Cshukku Hjophö, handzsa: 朝鮮民主主義人民共和國 蹴球協會, RR: Joseon Minjuju-ui Inmin Gonghwaguk Chukgu Hyeophoe)

## Történelme
1945-ben alapították. A Nemzetközi Labdarúgó-szövetségnek (FIFA) 1958-tól tagja. 
1954-től tagja az Ázsiai Labdarúgó-szövetségnek (AFC). Fő feladata a nemzetközi kapcsolatokon kívül, a  Észak-koreai labdarúgó-válogatott férfi és női ágának, a korosztályos válogatottak illetve a nemzeti bajnokság szervezése, irányítása. A működést biztosító bizottságai közül a Játékvezető Bizottság (JB) felelős a játékvezetők utánpótlásáért, elméleti (teszt) és cooper (fizikai) képzéséért.

## Tagegyesületei
- 4.25 Sportegyesület (April 25 Sports Club, 4.25체육단) (Koreai Néphadsereg)
- Koreai Vasutas Sportegyesület (Locomotive Sports Club, 기관차체육단) (Koreai Állami Vasutak)
- Rodongdzsa Sportegyesület (Rodongja Sports Club, 로동자체육단)
- Rjongnamszan Sportegyesület (Ryongnamsan Sports Club, 룡남산체육단)
- Rimjongszu Sportegyesület (Rimyongsu Sports Club, 리명수체육단)
- Moranbong Sportegyesület (Moranbong Sports Club, 모란봉체육단)
- Szobekszu Sportegyesület (Sobaeksu Sports Club, 소백수체육단)
- Amnokkang Sportegyesület (Amrokgang Sports Club, 압록강체육단) (észak-koreai rendőrség)
- Volmido Sportegyesület (Wolmido Sports Club, 월미도체육단)
- Unphaszan Sportegyesület (Unpasan Sports Club, 은파산체육단)
- Csadongcsha Sportegyesület (Chadongcha Sports Club, 자동차체육단)
- Csebi Sportegyesület (Jebi Sports Club, 제비체육단) (Koreai Népi Légierő)
- Cshandongdzsa Sportegyesület (Chandongja Sports Club, 찬동자체육단)
- Phenjan Városi Sportegyesület (Pyongyang City SC, 평양시체육단)
- Hebangszan Sportegyesület (Haebangsan Sports Club, 해방산체육단)
- Kjonggongop Sportegyesület (Kyonggongop Sports Club, 경공업성체육단) (KNDK Könnyűipari Minisztérium)